# Desa Sukamukti (administrativ by i Indonesien, lat -6,95, long 108,56)
Desa Sukamukti är en administrativ by i Indonesien.   Den ligger i provinsen Jawa Barat, i den västra delen av landet, 210 km öster om huvudstaden Jakarta.